# TEX86

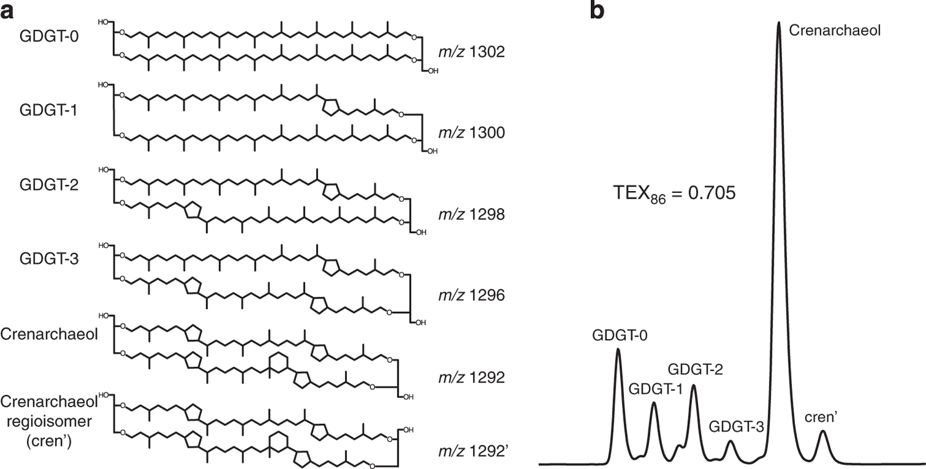
Structure moléculaire et détection HPLC des GDGT.

Le TEX 86 (également appelé indice tétraéther à 86 atomes de carbone) est une méthode biochimique permettant de déterminer la température de surface de mer des climats passés (paléothermomètres). Elle est basée sur l'analyse de la distribution des lipides de la membrane plasmique des archées dans les sédiments marins.